# آیتسینگ
آیتسینگ (به آلمانی: Eitzing) یک منطقهٔ مسکونی در اتریش است که در ناحیه راید ایم اینکرایس واقع شده‌است. آیتسینگ ۸٫۶ کیلومتر مربع مساحت دارد ۴۲۳ متر بالاتر از سطح دریا واقع شده‌است.